# Kà
Kà est un spectacle du Cirque du Soleil présenté dans un théâtre permanent au MGM Grand à Las Vegas.
Ce spectacle a longtemps été considéré comme la production la plus chère au monde (220 millions de dollars USD), avant d'être battu par le spectacle de Franco Dragone The House Of Dancing Water présenté au complexe City Of Dreams de Macao (Chine), qui coûta 250 millions de dollars USD[source insuffisante].